# Donald Crisp
George William Crisp, conegut artísticament com a Donald Crisp (Bow, Londres, 27 de juliol de 1882 − Van Nuys (Califòrnia), 25 de maig de 1974) va ser un actor, director de cinema, productor i guionista anglès.

## Biografia
George William Crisp va néixer a Bow en una família nombrosa, nou germans en total, tot i que altres fonts situen el seu naixement a Aberfeldy. Educat a Oxford i a Eton, ni té divuit anys quan esclata la Guerra dels Boers i s'enllista en el desè regiment dels hússars. Al front coincidint amb el jove periodista Winston Churchill. Desmobilitzat el 1902 va iniciar la seva carrera com a actor teatral i cantant d'òpera ocasional en gires pel Anglaterra. Va emigrar als Estats Units el 1906 continuant la seva carrera teatral.

## Carrera cinematogràfica

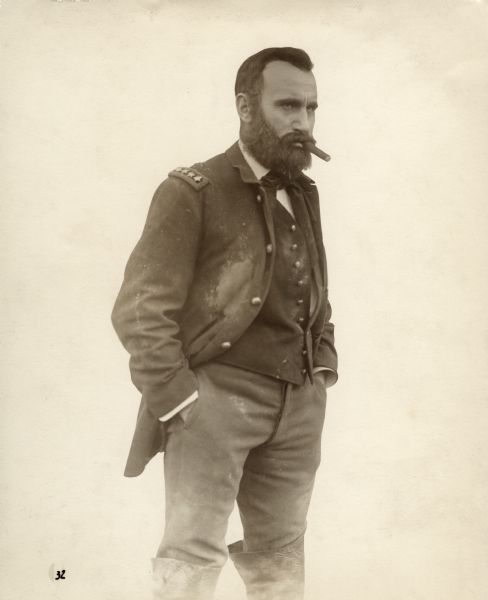
L'actor en el paper del general Ulysses S. Grant a "El naixement d'una nació" (1915)

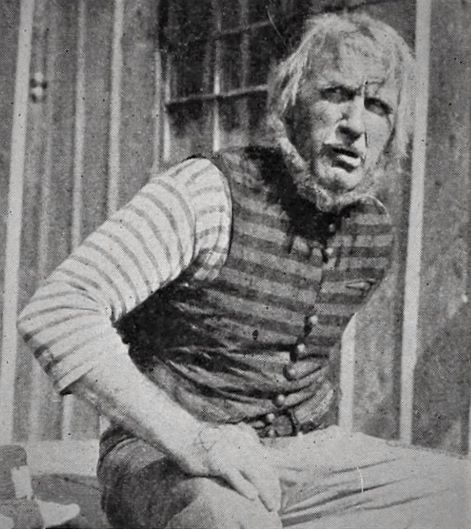
L'actor en un fotograma de la pel·lícula "The Black Pirate" (1926)

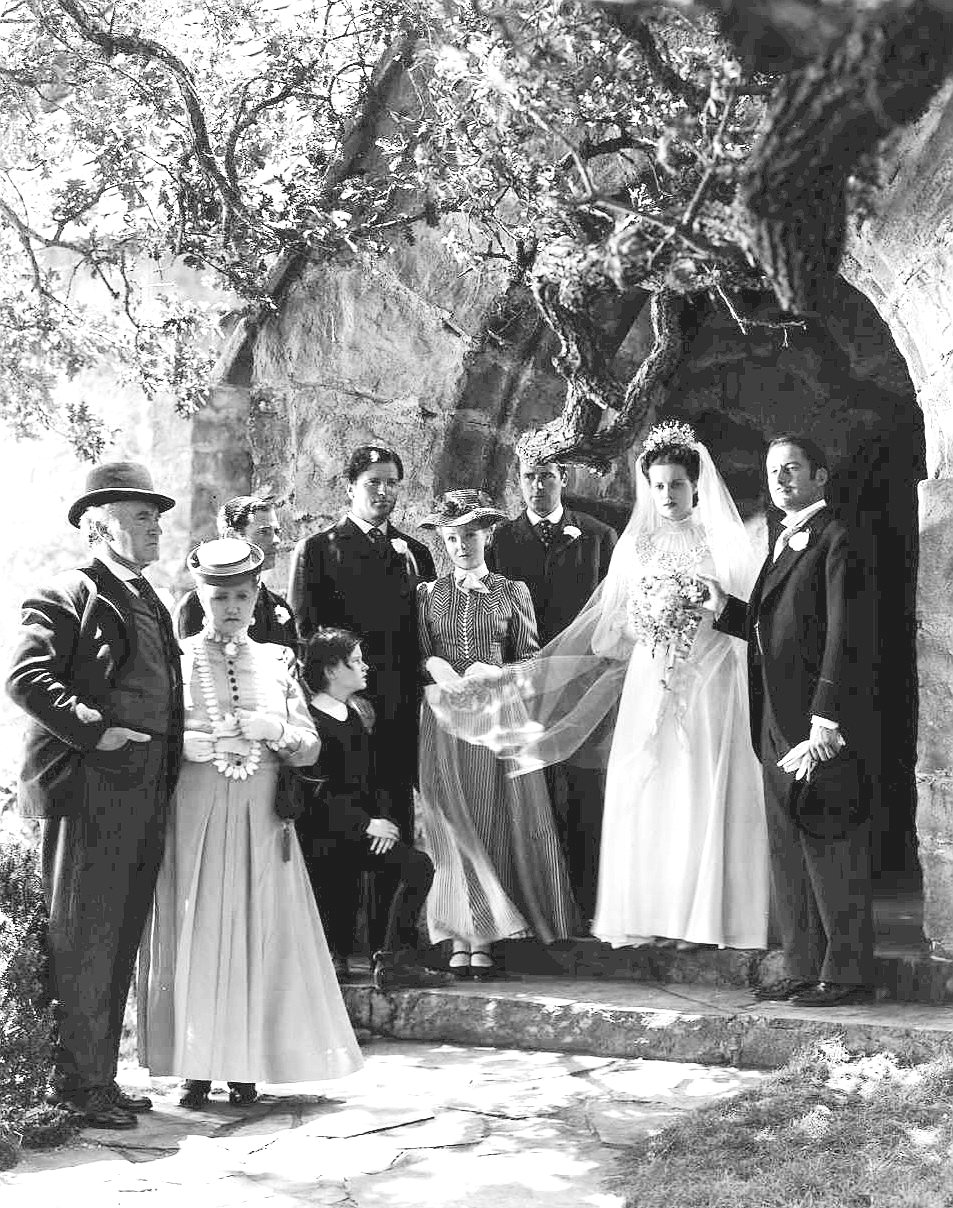
Fotograma de ‘’How Green Was My Valley’’ (1941), Crisp és el primer per l'esquerre.

Allà va adoptar el nom de Donald i actuava en la companyia de George M. Cohan. El 1908 va fer amistat amb D. W. Griffith que el contractà per a la Biograph. Quan el 1912 el director abandonà Nova York per treballar a Hollywood Crisp l'acompanyà. Tornà a Anglaterra el temps just per lluitar a la Primera Guerra Mundial. Treballa com a ajudant de Griffith un temps i dirigí algunes de les escenes bèl·liques de "El naixement d'una nació" (1915). La seva primera pel·lícula com a director fou "Her Father's Silent Partner" (1914). Es convertirà en director drigint entre el 1914 i 1939 unes 46 pel·lícules entre les que es poden destacar "The Navigator" (1924) o "Don Q. Son od Zorro" (1925). La seva contribució al cinema ve donada sobretot pel seu treball com a actor. El seu primer paper important va arribar el 1919, quan tenia 37 anys, interpretant el pare alcohòlic de Lillian Gish a la pel·lícula "Lliris trencats" (1919) dirigida per D. W. Griffith. El 1926, passa al gènere de capa i espasa amb la pel·lícula "The Black Pirate" (1926) d'Albert Parker i el 1932, al d'aventures amb "Red Dust" (1932) de Victor Fleming. El 1936, va tornar a interpretar el paper de pare despòtic a "Una dona es rebel·la" de Mark Sandrich un drama sobre l'emancipació femenina. Crisp és un actor que funciona bé en pel·lícules ben dirigides i produïdes, però la seva primera incursió en el western és amb "El terror de l'Oest", una pel·lícula de Lloyd Bacon de 1939, que va tenir poc èxit. El 1941 interpreta "Que verda era la meva vall" de John Ford, on fa de tossut pare de família Gwilym Morgan, que mor en l'ensorrament la mina; aquesta interpretació li suposa l'Oscar al millor actor secundari el 1942. 
En els anys 40 i 50 enllaça films menys afortunats, entre ells dos protagonitzats per Lassie, però l'any 1955 treballa amb Anthony Mann, a "L'home de Laramie", western violent i amarg, on interpreta Alec Waggoman, un ric terratinent arrogant i prepotent. Morí d'un ictus el 25 de maig de 1974.

## Filmografia

### Com a actor
- 1908: The French Maid
- 1909: Through the Breakers de David Wark Griffith
- 1910: Sunshine Sue
- 1910: A Plain Song
- 1910: A Child's Stratagem: Policia
- 1910: The Golden Supper
- 1910: Winning Back His Love
- 1911: The Two Paths
- 1911: The Italian Barber
- 1911: Help Wanted
- 1911: Fate's Turning
- 1911: The Poor Sick Men: Policia
- 1911: A Wreath of Orange Blossoms
- 1911: Heart Beats of Long Ago
- 1911: What Shall We Do with Our Old?
- 1911: Lily of the Tenements
- 1911: A Decree of Destiny
- 1911: Conscience: Policia
- 1911: In the Days of '49
- 1911: The White Rose of the Wilds
- 1911: The Primal Call
- 1911: Out from the Shadow
- 1911: The Diving Girl
- 1911: Swords and Hearts
- 1911: The Squaw's Love: Extra
- 1911: Her Awakening
- 1911: The Making of a Man
- 1911: The Adventures of Billy
- 1911: The Long Road
- 1911: The Battle
- 1911: The Miser's Heart: Policia
- 1911: The Failure
- 1912: The Eternal Mother
- 1912: The Inner Circle
- 1912: The Musketeers of Pig Alley
- 1913: Pirate Gold
- 1913: Near to Earth
- 1913: The Sheriff's Baby
- 1913: Olaf-An Atom
- 1913: Two Men of the Desert
- 1913: The Mothering Heart
- 1913: Black and White
- 1913: The Bracelet
- 1913: By Man's Law
- 1913: The Blue or the Gray
- 1913: In the Elemental World
- 1914: The Mysterious Shot
- 1914: The Different Man
- 1914: The Battle of the Sexes
- 1914: The Stiletto
- 1914: The Great Leap: Until Death Do Us Part
- 1914: Ashes of the Past
- 1914: Home, Sweet Home
- 1914: The Soul of Honor
- 1914: The Mountain Rat: Steve
- 1914: The Escape: 'Bull' McGee
- 1914: The Newer Woman
- 1914: The Birthday Present
- 1914: The Weaker Strain
- 1914: The Idiot
- 1914: The Avenging Conscience; Thou Shalt Not Kill
- 1914: The Tavern of Tragedy
- 1914: Her Mother's Necklace
- 1914: A Lesson in Mechanics
- 1914: Down the Hill to Creditville
- 1914: The Great God Fear
- 1914: His Mother's Trust
- 1914: The Warning
- 1914: The Niggard
- 1914: The Folly of Anne
- 1914: Another Chance
- 1914: The Sisters
- 1914: A Question of Courage
- 1914: Over the Ledge
- 1915: The Blue or the Gray
- 1915: An Old-Fashioned Girl
- 1915: El naixement d'una nació (The Birth of A Nation): General Ulysses S. Grant
- 1915: The Love Route: Harry Marshall
- 1915: The Commanding Officer: Coronel Archer
- 1915: May Blossom: Steve Harland
- 1915: A Girl of Yesterday: A.H. Monroe
- 1916: Ramona: Jim Farrar
- 1916: Intolerance: Love's Struggle Throughout the Ages: Extra
- 1917: Joan the Woman
- 1919: Lliris trencats (Broken Blossoms): Battling Burrows
- 1921: The Bonnie Brier Bush: Lachlan Campbell
- 1924: The Navigator:
- 1925: Don Q Son of Zorro: Don Sebastian
- 1926: The Black Pirate: MacTavish
- 1928: Stand and Deliver: London Club Member
- 1928: The River Pirate: Caxton
- 1928: The Viking: Leif Ericsson
- 1929: Trent's Last Case: Sigsbee Manderson
- 1929: The Pagan: Mr. Slater
- 1929: The Return of Sherlock Holmes: Coronel Moran
- 1930: Scotland Yard: Charles Fox
- 1931: Svengali
- 1931: Kick In: Policia Harvey
- 1932: A Passport to Hell: Sergent Snyder
- 1932: Red Dust: Guidon
- 1933: Hamlet - Act I: Scene V: Marcellus
- 1933: Broadway Bad: Darrall
- 1934: The Crime Doctor: Fiscal de districte
- 1934: The Key: Peadar Conlan
- 1934: The Life of Vergie Winters: Mike Davey
- 1934: What Every Woman Knows: Mr. David Wylie
- 1934: The Little Minister: Doctor McQueen
- 1935: Vanessa: Her Love Story: George
- 1935: Laddie: Mr. Pryor
- 1935: Oil for the Lamps of China: J.T. McCarger
- 1935: Rebel·lió a bord (Mutiny on the Bounty): Seaman Thomas Burkitt
- 1936: The White Angel: Dr. Hunt
- 1936: Mary of Scotland: Lord Huntley
- 1936: La càrrega de la Brigada lleugera: Coronel Campbell
- 1936: Una dona es rebel·la (A Woman Rebels): Judge Byron Thistlewaite
- 1936: Beloved Enemy: Burke
- 1937: The Great O'Malley: Policia Cromwell
- 1937: Parnell: Michael Davitt
- 1937: The Life of Emile Zola: Maitre Labori
- 1937: Confession: Jutge
- 1937: That certain woman: Jack V. Merrick Sr.
- 1938: Sergeant Murphy: Coronel Todd Carruthers
- 1938: Jezebel: Dr. Livingstone
- 1938: The Beloved Brat: Mr. John Morgan
- 1938: The Amazing Dr. Clitterhouse: Policia Inspector Lewis Lane
- 1938: Valley of the Giants: Andy Stone
- 1938: The Sisters d'Anatole Litvak: Tim Hazelton
- 1938: Comet Over Broadway: Joe Grant
- 1938: The Dawn Patrol: Phipps
- 1939: The Oklahoma Kid: Jutge Hardwick
- 1939: Cims borrascosos (Wuthering Heights): Dr. Kenneth
- 1939: Juarez: Mariscal General Achille Bazaine
- 1939: Sons of Liberty (curt): Alexander McDougall
- 1939: Daughters Courageous: Samuel 'Sam' Sloane
- 1939: The Old maid: Dr. Lanskell
- 1939: The Private Lives of Elizabeth and Essex: Francis Bacon
- 1940: Dr. Ehrlich's Magic Bullet: Ministre Althoff
- 1940: Brother Orchid: Germà Superior
- 1940: El falcó del mar (The Sea Hawk): Sir John Burleson
- 1940: City for Conquest: Scotty MacPherson
- 1940: Knute Rockne All American: Pare John Callahan
- 1941: Shining Victory: Dr. Drewett
- 1941: Dr. Jekyll and Mr. Hyde: Sir Charles Emery
- 1941: Que verda era la meva vall (How Green Was My Valley): Gwilym Morgan
- 1942: The Gay Sisters: Ralph Pedloch
- 1943: Forever and a Day: Capità Martin
- 1943: Lassie Come Home: Sam Carraclough
- 1944: The Uninvited: Comandant Beech
- 1944: The Adventures of Mark Twain: J.B. Pond
- 1944: El foc de la joventut (National Velvet): Mr. Herbert Brown
- 1945: The Valley of Decision: William Scott
- 1947: La dona de foc (Ramrod): Xèrif Jim Crew
- 1948: Lassie a les muntanyes de casa (Hills of Home): Drumsheugh
- 1948: Whispering Smith: Barney Rebstock
- 1949: Challenge to Lassie: Jock Gray
- 1950: Bright Leaf: Major Singleton
- 1951: Home Town Story: John MacFarland
- 1954: El príncep valent (Prince Valiant): King Aguar
- 1955: Bressol d'herois (The Long Gray Line): Old Martin
- 1955: L'home de Laramie (The Man from Laramie): Alec Waggoman
- 1957: Drango: Jutge Allen
- 1958: Més ràpid que el vent (Saddle the Wind): Dennis Deneen
- 1958: L'últim hurra (The Last Hurrah): Cardenal Martin Burke
- 1960: A Dog of Flanders: Jehan Daas
- 1960: Pollyanna: Major Karl Warren
- 1961: Greyfriars Bobby: The True Story of a Dog: James Brown
- 1963: Febre a la sang (Spencer's Mountain): Avi Spencer

### Com a director
- 1914: The Little Country Mouse
- 1914: Her Father's Silent Partner
- 1914: The Mysterious Shot
- 1914: The Newer Woman
- 1914: Their First Acquaintance
- 1914: The Weaker Strain
- 1914: The Idiot
- 1914: The Tavern of Tragedy
- 1914: Her Mother's Necklace
- 1914: Frenchy
- 1914: Down the Hill to Creditville
- 1914: The Great God Fear
- 1914: His Mother's Trust
- 1914: The Warning
- 1914: Sands of Fate
- 1914: The Availing Prayer
- 1914: The Niggard
- 1914: Another Chance
- 1914: At Dawn
- 1915: An Old-Fashioned Girl
- 1915: How Hazel Got Even
- 1916: Ramona
- 1917: Eyes of the World
- 1917: His Sweetheart
- 1917: The Bond Between
- 1917: The Marcellini Millions
- 1917: A Roadside Impresario
- 1917: The Cook of Canyon Camp
- 1917: Lost in Transit
- 1917: The Countess Charming
- 1917: The Clever Mrs. Carfax
- 1918: Jules of the Strong Heart
- 1918: Rimrock Jones
- 1918: The House of Silence
- 1918: Believe Me, Xantippe
- 1918: The Firefly of France
- 1918: Less Than Kin
- 1918: The Goat
- 1918: The Way of a Man with a Maid
- 1919: Under the Top
- 1919: Venus in the East
- 1919: The Poor Boob
- 1919: Johnny Get Your Gun
- 1919: Something to Do
- 1919: Putting It Over
- 1919: A Very Good Young Man
- 1919: Love Insurance
- 1919: Why Smith Left Home
- 1919: It País to Advertise
- 1919: Too Much Johnson
- 1920: The Six Best Cellars
- 1920: Miss Hobbs
- 1920: Held by the Enemy
- 1921: The Barbarian
- 1921: Appearances
- 1921: The Princess of Nova York
- 1921: The Bonnie Brier Bush
- 1922: Tell Your Children
- 1923: Ponjola
- 1924: The Navigator
- 1925: Don Q Son of Zorro
- 1926: Sunny Side Up
- 1926: Young April
- 1927: Nobody's Widow
- 1927: Man Bait
- 1927: Vanity
- 1927: The Fighting Eagle
- 1927: Dress Parade
- 1928: Lliçons inoblidables (Stand and Deliver)
- 1928: The Cop
- 1930: The Runaway Bride

### Com a productor
- 1949: Africa Screams

### Com a guionista
- 1917: The Cook of Canyon Camp